# Litvillingane
Litvillingane är en kulle i Antarktis. Den ligger i Östantarktis. Norge gör anspråk på området. Toppen på Litvillingane är 1 178 meter över havet.
Terrängen runt Litvillingane är platt västerut, men österut är den kuperad. Litvillingane är den högsta punkten i trakten. Trakten är obefolkad. Det finns inga samhällen i närheten.